# Шарсје
Шарсје (фр. Charcier) насеље је и општина у источној Француској у региону Франш-Конте, у департману Јура која припада префектури Лон ле Соније.
По подацима из 2011. године у општини је живело 119 становника, а густина насељености је износила 9,22 становника/km². Општина се простире на површини од 12,91 km². Налази се на средњој надморској висини од 525 метара (максималној 654 m, а минималној 448 m).

## Демографија
| 1962. | 1968. | 1975. | 1982. | 1990. | 1999. | 2011. |
| ----- | ----- | ----- | ----- | ----- | ----- | ----- |
| 103   | 113   | 102   | 92    | 112   | 107   | 119   |

График промене броја становника у току последњих година